# 보완적 자산
보완적 자산(Complementary assets)은 주요투자로부터 가치를 끌어내는데 요구되는 자산을 가리킨다. 정보기술 투자와 더불어 보완적 자산에 투자하면 우수한 수익을 얻을 수 있다. 새로운 비즈니스모델, 새로운 비즈니스 프로세스, 경영진의 품성, 조직문화, 교육, 규제, 법 등이 포함된다.